# جامعة لفيف الوطنية للطب البيطري
جامعة لفيف الوطنية للطب البيطري مؤسسة تعليم عالي أوكرانية، (بالأوكرانية: Львівський національний університет ветеринарної медицини та біотехнологій імені С. З. Ґжицького) هي جامعة تقع في لفيف أوبلاست، أوكرانيا. تأسست هذه الجامعة في سنة 1784